# Bergidora
Bergidora es un género de escarabajos de la familia Buprestidae.

## Especies
- Bergidora bruchi (Obenberger, 1932)
- Bergidora picturella (Kerremans, 1887)